# Baek Ji-young
Baek Ji-young (hangul: 백지영), född 25 mars 1976 i Seoul, är en sydkoreansk sångerska.
Hennes debutalbum Sorrow släpptes den 10 juli 1999.

## Diskografi

### Album
| Albuminformation                                                                    | Topplacering          | Topplacering   |
| Albuminformation                                                                    | Sydkorea (Gaon Chart) | Japan (Oricon) |
| ----------------------------------------------------------------------------------- | --------------------- | -------------- |
| Sorrow (Studioalbum) - Släppt: 10 juli 1999                                         | —                     | —              |
| Rouge (Studioalbum) - Släppt: 17 april 2000                                         | —                     | —              |
| Tres (Studioalbum) - Släppt: 14 juni 2001                                           | —                     | —              |
| Smile (Studioalbum) - Släppt: 4 september 2003                                      | —                     | —              |
| Smile Again (Studioalbum) - Nyutgåva: Thank You I Can Smile Again (18 augusti 2006) | —                     | —              |
| The Sixth Miracle (Studioalbum) - Släppt: 7 september 2007                          | —                     | —              |
| Sensibility (Studioalbum) - Släppt: 13 november 2008                                | —                     | —              |
| Ego (EP-skiva) - Släppt: 14 augusti 2009                                            | —                     | —              |
| Pitta (Studioalbum) - Släppt: 23 maj 2011                                           | 5                     | —              |
| Good Boy (EP-skiva) - Släppt: 18 maj 2012                                           | 8                     | —              |

### Singlar
| År        | Titel                                      | Topplacering          | Topplacering   |
| År        | Titel                                      | Sydkorea (Gaon Chart) | Japan (Oricon) |
| Koreanska | Koreanska                                  | Koreanska             | Koreanska      |
| --------- | ------------------------------------------ | --------------------- | -------------- |
| 1999      | "Choice"                                   | —                     | —              |
| 1999      | "Burden"                                   | —                     | —              |
| 2000      | "Dash"                                     | —                     | —              |
| 2000      | "Sad Salsa"                                | —                     | —              |
| 2001      | "Fall"                                     | —                     | —              |
| 2001      | "Emotion"                                  | —                     | —              |
| 2003      | "Smile"                                    | —                     | —              |
| 2006      | "I Won't Love"                             | —                     | —              |
| 2006      | "Ez Do Dance"                              | —                     | —              |
| 2006      | "Love Is Beautiful"                        | —                     | —              |
| 2006      | "Tomorrow"                                 | —                     | —              |
| 2007      | "Crush" (med Jade)                         | —                     | —              |
| 2007      | "All I Need Is Your Love"                  | —                     | —              |
| 2007      | "The Reason I Have Lots of Tears"          | —                     | —              |
| 2008      | "Love is Lalala" (med Yuri)                | —                     | —              |
| 2008      | "Gypsy's Tears"                            | —                     | —              |
| 2008      | "Like Being Shot by a Bullet"              | —                     | —              |
| 2009      | "Giving My Lips to You"                    | —                     | —              |
| 2009      | "My Ear's Candy" (med Taecyeon)            | —                     | —              |
| 2010      | "Will Love Come?" (med Mighty Mouth)       | 4                     | —              |
| 2010      | "If Time Passes"                           | 4                     | —              |
| 2011      | "Ordinary"                                 | 4                     | —              |
| 2012      | "Magic" (med Kangta, Gil & Shin Seung-hun) | 79                    | —              |
| 2012      | "Good Boy" (med Yong Jun-hyung)            | 3                     | —              |
| 2012      | "Because I'm Afraid" (av Na Yoon-kwon)     | 6                     | —              |
| 2012      | "Should I Laugh or Cry?" (av Electroboyz)  | 21                    | —              |
| 2013      | "Hate"                                     | 3                     | —              |
| 2013      | "Acacia"                                   | 10                    | —              |
| 2013      | "Reminded of You"                          | 17                    | —              |
| 2013      | "That Kind of Woman"                       | 26                    | —              |
| 2014      | "Fervor"                                   | 3                     | —              |
| 2014      | "Still in Love"                            | 5                     | —              |
| 2014      | "Whenever It Rains"                        | 55                    | —              |
| Japanska  |                                            |                       |                |
| 2013      | "Sono Onna"                                | —                     | 84             |
| 2013      | "Kono Ai, Wasurenaide"                     | —                     | 109            |

### Soundtrack
| År   | Titel                 | Topplacering          | Drama                    |
| År   | Titel                 | Sydkorea (Gaon Chart) | Drama                    |
| ---- | --------------------- | --------------------- | ------------------------ |
| 2006 | "I'm Going Too"       | —                     | I Go With You            |
| 2007 | "Bad Person"          | —                     | Hwang Jini               |
| 2009 | "Love is Not a Crime" | —                     | Ja Myung Go              |
| 2009 | "Don't Forget"        | —                     | Iris                     |
| 2010 | "Same Heart"          | —                     | Road No. 1               |
| 2010 | "That Woman"          | —                     | Secret Garden            |
| 2011 | "I Can't Drink"       | —                     | The Greatest Love        |
| 2011 | "I Love You Too"      | —                     | The Princess' Man        |
| 2011 | "It Hurts Here"       | —                     | A Thousand Days' Promise |
| 2012 | "After a Long Time"   | —                     | Rooftop Prince           |
| 2012 | "Love and Love"       | —                     | Arang and the Magistrate |
| 2013 | "Spring Rain"         | —                     | Gu Family Book           |
| 2013 | "Is Crying"           | —                     | Good Doctor              |
| 2014 | "Wind Blows"          | —                     | The Royal Tailor         |
| 2015 | "Because of You"      | —                     | Hyde, Jekyll, Me         |
| 2016 | "Love is Over"        | —                     | Love in the Moonlight    |